# Stigmella oa
Stigmella oa là một loài bướm đêm thuộc họ Nepticulidae. Nó là loài duy nhất được tìm thấy ở Honshu in Nhật Bản.